# 2025年茨城県知事選挙
2025年茨城県知事選挙（2025ねんいばらきけんちじせんきょ）は、2025年9月7日に投開票予定の茨城県知事を選出するための選挙。

## 選挙データ
- 選挙事由 - 現職の大井川和彦の任期満了（期日：2025年9月25日）
- 告示日 - 2025年8月21日
- 投票日 - 2025年9月7日

同日選挙
- 東海村長選挙
- 行方市長選挙
- 茨城県議会議員補欠選挙（取手市選挙区・牛久市選挙区・つくば市選挙区・筑西市選挙区）

## タイムライン
2025年
- 5月30日 - 現職の大井川和彦が立候補を表明[1]。
- 7月24日
  - 茨城大学名誉教授の田中重博が立候補を表明[2]。
  - 公明党が大井川への推薦を決定[3]。
- 8月1日 - 国民民主党が大井川への推薦を決定[4]。
- 8月5日 - 自由民主党が大井川への推薦を決定[5]。
- 8月12日
  - 日本共産党が田中の推薦を同日までに決定[6]。
  - 社会民主党茨城県連合が田中への支持を決定[7][8]。
- 8月20日 - 元会社員の内田正彦が立候補を表明[9]。